# Tipula tephrocephala
Tipula tephrocephala är en tvåvingeart som beskrevs av Friedrich Hermann Loew 1864. Tipula tephrocephala ingår i släktet Tipula och familjen storharkrankar. Inga underarter finns listade i Catalogue of Life.